# 拉德拉海茨
拉德拉海茨（英語：Ladera Heights）是位於美國加利福尼亞州洛杉磯縣的一個人口普查指定地區和非建制地区。卡尔弗城位于其西部，鲍德温山社区位于其北部， 維尤公園-溫莎丘陵社区位于其东部， 威彻斯特社区位于其南部和西南部， 英格尔伍德在其东南部。拉德拉高地的平均家庭收入为 132,824美元，在美国十大最富有的黑人社区中排名第三。

## 地理
拉德拉海茨的座標為33°59′20″N 118°22′27″W / 33.98889°N 118.37417°W，而該地最高點為海拔高度93米（即305英尺）。

## 人口
根據2020年美國人口普查的數據，拉德拉海茨的面積為7.681平方千米，當中陸地面積為7.681平方千米，而水域面積為0.000平方千米。當地共有人口6654人，而人口密度為每平方千米845人。